# لدفورد (ایلینوی)
لدفورد (به انگلیسی: Ledford) یک منطقهٔ مسکونی در ایالات متحده آمریکا است که در ایلینوی واقع شده‌است. لدفورد ۱۰۰ نفر جمعیت دارد.